# 황벽나무
황벽나무(黃蘗--)는 운향과의 넓은잎 큰키나무로 낙엽활엽교목이며 황백나무, 황경나무, 황경피나무라고도 한다. 영칭으로는 Amur Corktree라 하는데, 이는 황벽나무의 코르크층이 두껍게 발달한 것에서 왔다.
높이는 10-15m 정도이다. 잎은 3-6쌍의 작은 잎으로 이루어진 큰 깃꼴겹잎인데, 작은 잎들은 달걀 모양의 피침형이다. 암수딴그루로서, 4-5월 무렵에 황색 꽃이 가지 끝에 달린다. 열매는 핵과인데, 9-10월 쯤에 붉게 익는다. '황벽나무'라는 이름은 나무껍질 안쪽이 노랗다고 하여 붙여진 이름이다. 주로 깊은 산에 많은데, 한국에서는 전남을 제외한 각 지역에 분포하고 있다. 전체적으로 한국, 일본과 중국 동부 해안, 만주, 러시아 연해주에 자생하고 있다.

## 쓰임새
아이누인들은 황벽나무를 진통제로 사용했다. 중국에서는 이질, 결핵, 종양, 고빌리루빈혈증, 간경변 치료에 사용하는 오랜 전통약으로 알려져 있다.

## 사진

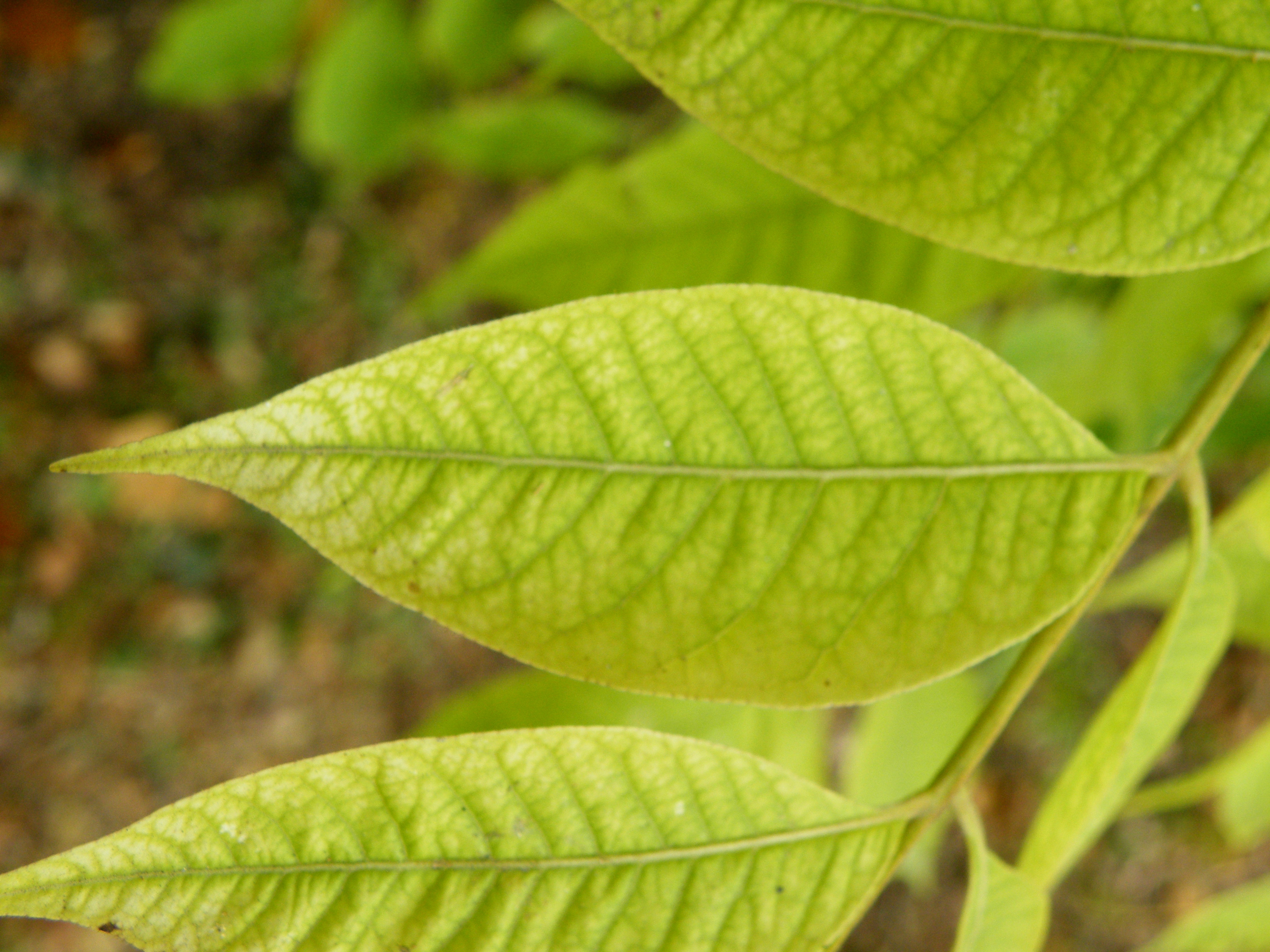
나뭇잎
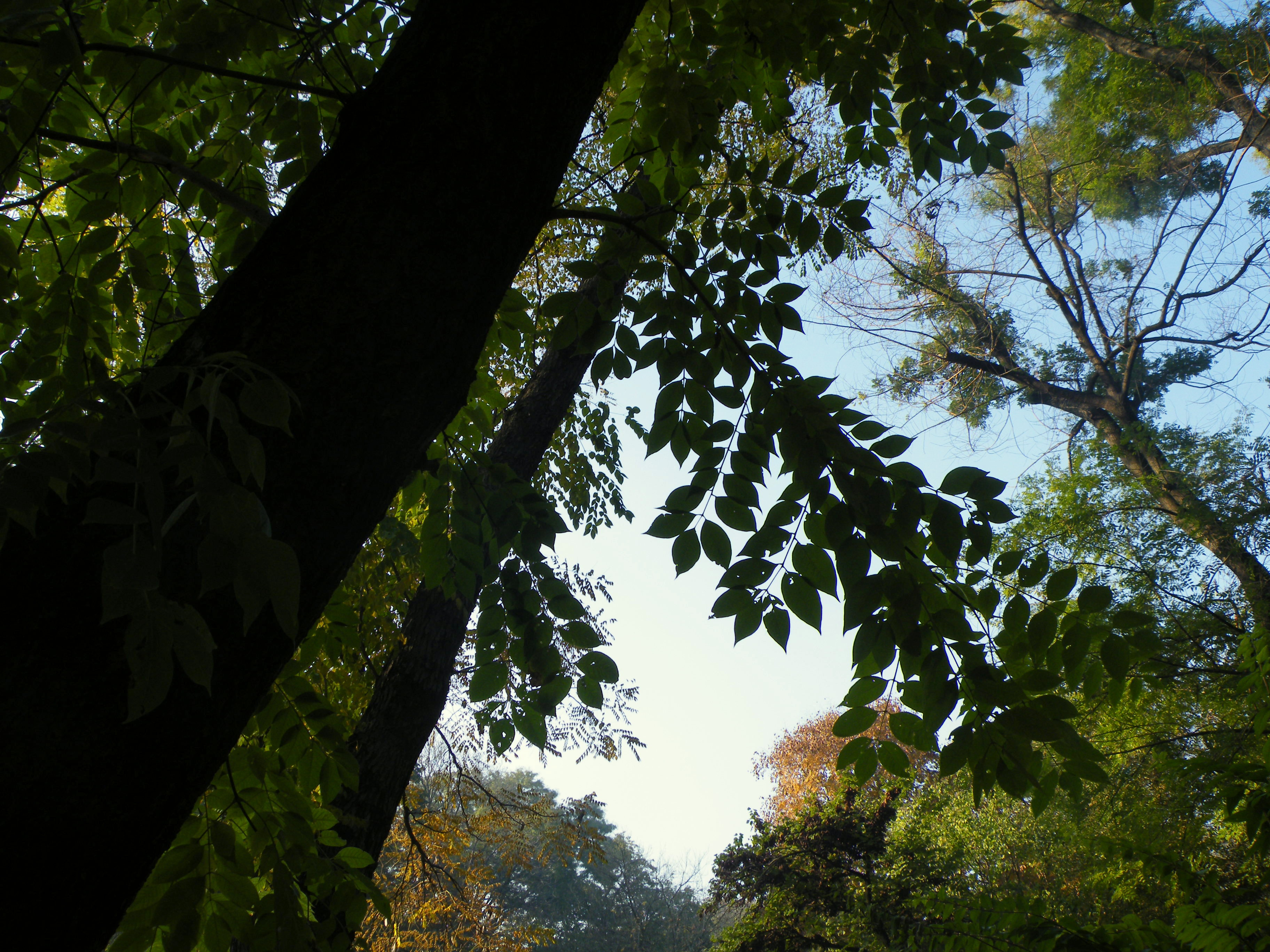
나무
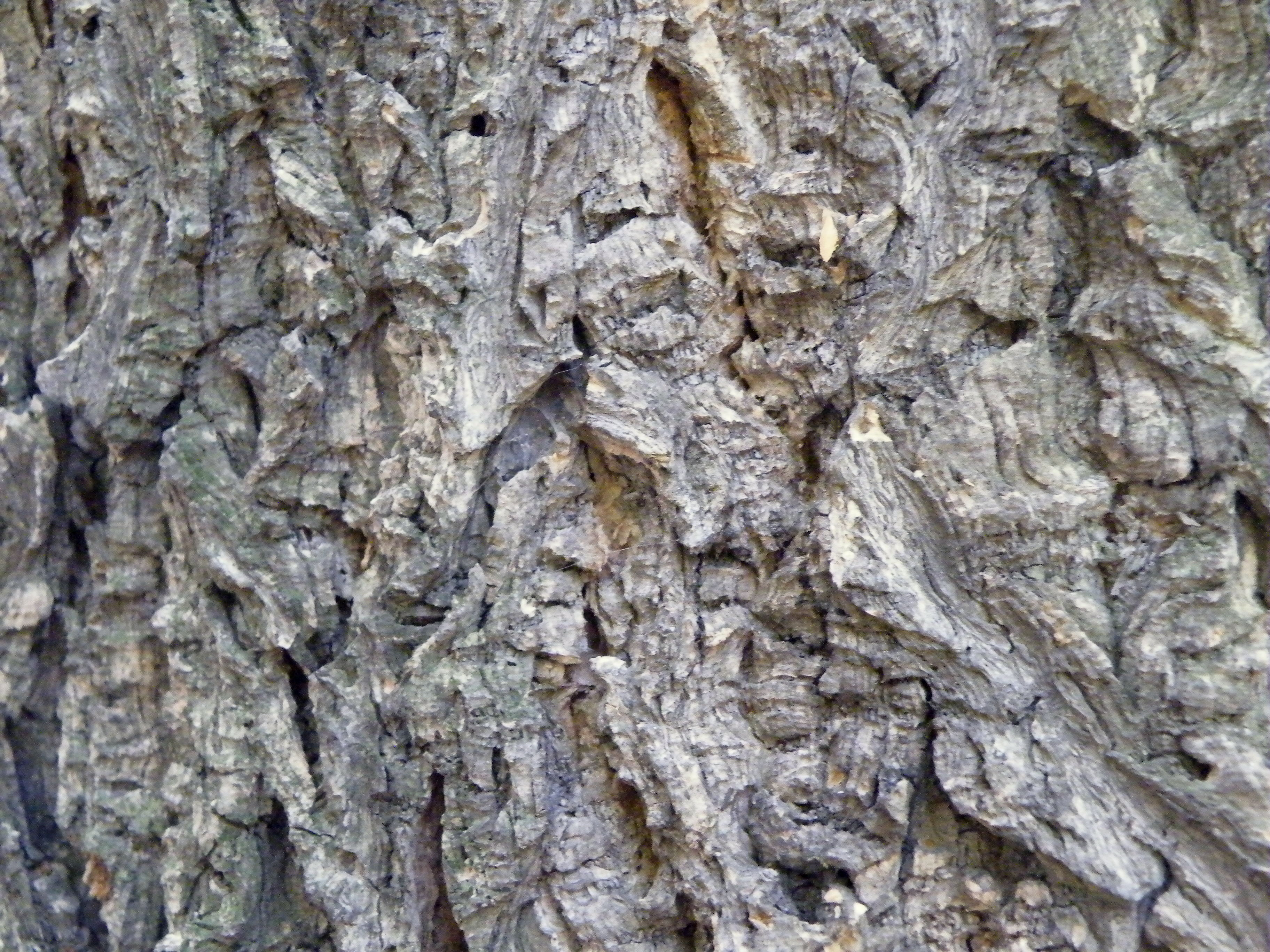
수피
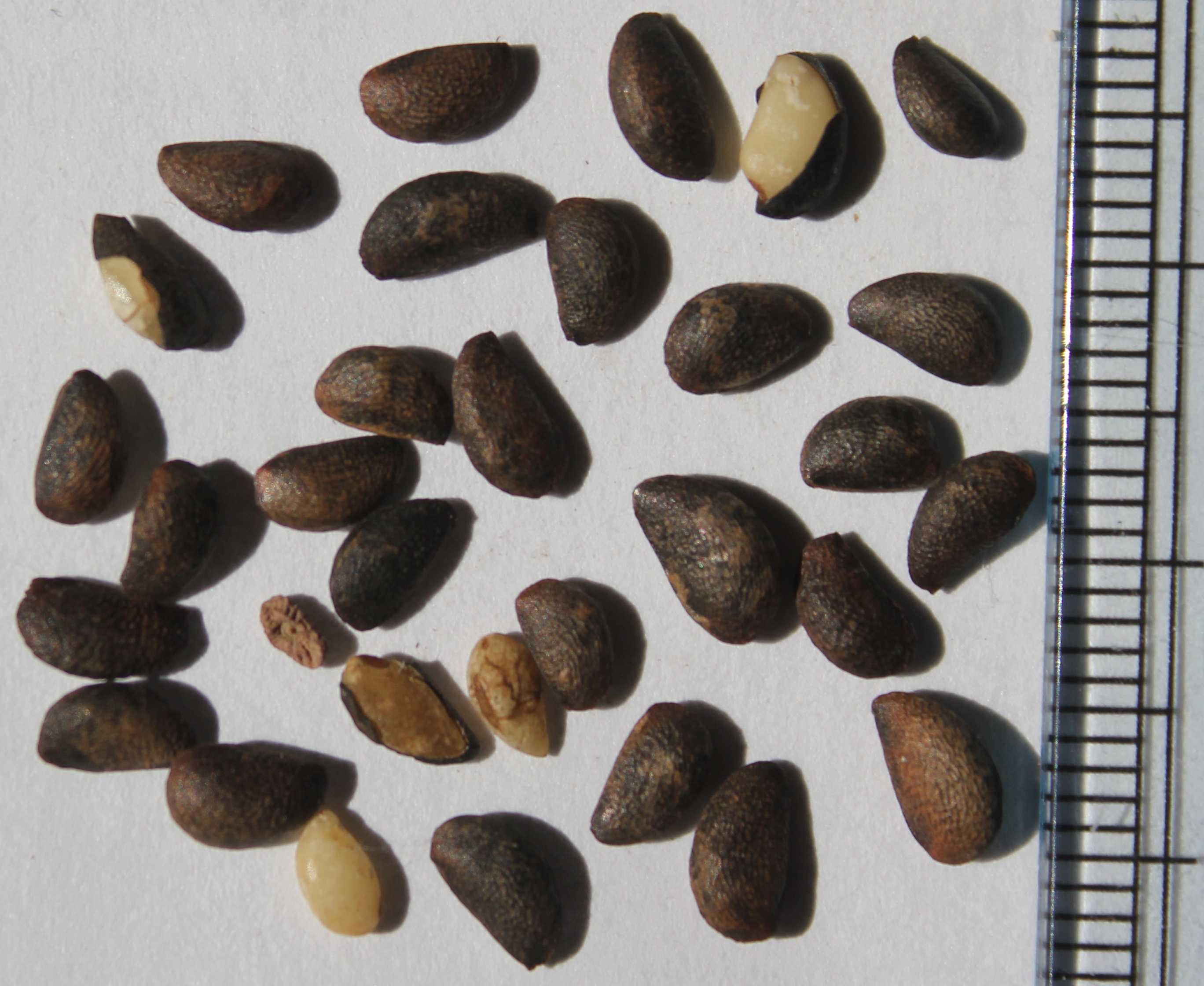
종자

## 같이 보기
- 한약

## 참고 문헌
- 이 문서에는 다음커뮤니케이션(현 카카오)에서 GFDL 또는 CC-SA 라이선스로 배포한 글로벌 세계대백과사전의 내용을 기초로 작성된 글이 포함되어 있습니다.